# Sao lùn xanh (giai đoạn sao lùn đỏ)
Đây là loại sao giả thiết hình thành từ sao lùn đỏ. Đối với các định nghĩa khác xem Sao lùn xanh (định hướng).

Tiến hoá sao

Sao lùn xanh là một lớp sao giả thiết hình thành từ sao lùn đỏ sau khi nó đã cạn kiệt phần lớn nhiên liệu hiđrô bên trong. Do các sao lùn đỏ tổng hợp các hạt nhân hiđrô rất chậm và quá trình vận chuyển năng lượng từ lõi sao ra bên ngoài hoàn toàn là quá trình đối lưu (quá trình này cho phép một phần lớn proton được tổng hợp), tuổi của Vũ trụ hiện tại không đủ để có thể hình thành một sao lùn xanh nào cả. Sự tồn tại của chúng là dựa trên các mô hình lý thuyết.
Các sao có độ sáng tăng lên khi chúng dần già đi, và ngôi sao càng sáng càng cần phát ra nhiều năng lượng hơn để duy trì trạng thái cân bằng. Các sao lớn hơn sao lùn đỏ đạt được điều này bằng cách tăng kích thước và trở thành sao khổng lồ đỏ với diện tích bề mặt lớn hơn. Tuy nhiên, không thể gia tăng kích thước, các sao lùn đỏ với khối lượng nhỏ hơn 25% khối lượng Mặt Trời theo tính toán lý thuyết sẽ tăng tốc độ bức xạ bằng cách tăng nhiệt độ bề mặt và trở lên "xanh hơn". Điều này bởi vì các lớp bề mặt của sao lùn đỏ không trở lên mờ đục đáng kể hơn khi nhiệt độ tăng.
Sao lùn xanh cuối cùng tiến hóa thành sao lùn trắng một khi nhiên liệu hiđrô cạn kiệt hoàn toàn. Và sao lùn trắng cuối cùng tiến hóa thành sao lùn đen.